# André Vacellier
Pour les articles homonymes, voir Vacellier.
André Vacellier, né le 4 février 1909 à Paris et mort le 29 décembre 1994 à Arès, est un clarinettiste classique français.

## Biographie
Il joue dans le Quintette à vent de Paris, fondé en 1928, avec Roger Cortet (flûte), Louis Grommer (hautbois), René Reumont (cor) et Gabriel Grandmaison (basson).
Pendant la guerre, il remplace Henri Akoka, fuyant les persécutions, pour jouer en 1941 au Théâtre des Mathurins le Quatuor pour la fin du Temps après le retour d'Olivier Messiaen du camp du Stalag VIII-A à Görlitz. Le même ensemble constitué du compositeur au piano, d'Étienne Pasquier au violoncelle et Jean Pasquier au violon enregistrera la pièce en 1956. Proche de Messiaen, il crée également Les oiseaux exotiques.
Le 4 décembre 1941, il a également joué, avec le quatuor de Gabriel Bouillon, le quintette avec clarinette et cordes de Mozart, dans le cadre du Grand Festival Mozart organisé par les autorités d’occupation (Paris, 30 novembre au 7 décembre 1941).
Dans les années 1950, il joue clarinette solo dans l'Orchestre des Concerts Colonne avec le jeune Guy Deplus et clarinette solo à l'Opéra-Comique.
En 1950, il est artiste représentant les clarinettes de la maison Georges Leblanc Paris.
Il meurt à Arès le 29 décembre 1994.

## Œuvres
- Seize Études d'après Ferling, adaptées, développées et comportant des variations (Paris : Leduc, 1949).

## Enregistrements
- Stravinsky : Pastorale, transcription pour violon et quatuor à cordes, dirigé par Samuel Dushkin, (Columbia CL4371)
- Mozart : concerto pour clarinette (Club Français du Disque)
- Schumann : Fantasiestücke, op. 73, Märchenerzählungen, op. 132 ; Chopin : Sonate pour violoncelle et piano avec Ray Lev (piano), André Vacellier (clarinette), Léon Pascal (alto), Dimitri Markevitch, André Collard ; Enregistrements de 1951, (Forgotten Records fr 1336, 2017)
- Oboe Archive France vol. 3 : 1945-1950, (Oboe Classics CC2306, 2016)[4]
  - Henri Tomasi : Variations sur un thème Corse (c. 1945) : Thème - Pastorale - Lyrique - Toccata - Religieuse - Funèbre - Chorale, Le Quintette à vent de Paris : Fernand Caratgé (flûte), Louis Gromer (hautbois), André Vacellier (clarinette), Gabriel Grandmaison (basson), René Reumont (cor)
  - Roger Désormière, Six Danseries du XVIième siècle (1950, Decca 12" GAF 15113) : Basse Dance - Bransle de Bourgogne - Galliarde Allemande - Tourdion - Deux  bransles de Champagne, Le Quintette à vent de Paris : Roger Cortet (flûte), Louis Gromer (cor anglais), André Vacellier (clarinette), Gabriel Grandmaison (basson), René Reumont (cor)
  - Darius Milhaud, La cheminée du roi René, op. 205 (1950, Decca 12" GAF 15114/5) : Cortège - Aubade - Jongleurs - La maousinglade - Joutes sur l'Arc - Chasse à Valabre - Madrigal nocturne, Le Quintette à vent de Paris : Roger Cortet (flûte), Louis Gromer (hautbois), André Vacellier (clarinette), Gabriel Grandmaison (basson), René Reumont (cor)